# Bo (Sierra Leone)
Bo – miasto w środkowym Sierra Leone, ośrodek administracyjny Prowincji Południowej i Dystryktu Bo.
Jest to drugie co do wielkości miasto kraju – mieszka tu 167,1 tys. osób (stan z 2004 roku). Dominującą grupą etniczną są Mende. W latach 1930–1961 Bo było stolicą brytyjskiego protektoratu Sierra Leone.
Miasto leży przy głównej linii kolejowej kraju z Freetown do Pendembu. Jest ważnym ośrodkiem handlowym dla regionu uprawy palmy oleistej. Zlokalizowane są tu także szlifiernie diamentów, wydobywanych w pobliżu miasta.
W mieście rozwinął się przemysł spożywczy, odzieżowy oraz obuwniczy.